# Gwyneth Marjory Bebb
Pour les articles homonymes, voir Bebb.
Gwyneth Marjory Bebb, née le 27 octobre 1889 à Oxford et morte le 9 octobre 1921 à Edgbaston, est une militante britannique en faveur de l'accès des femmes à la profession de juriste. 

## Biographie
Gwyneth Marjory Bebb naît à Brasenose College, collège de l'université d'Oxford dont son père, Llewellyn John Montfort Bebb DD (1862–1915), enseignant d'origine galloise, est principal. Sa mère est Louisa Marion Traer (1858/9–1939).
Elle fait ses études secondaires à St Mary Magdalene College for Ladies à Paddington, puis les poursuit en 1908 au St Hugh's College, collège de femmes d'Oxford, où elle étudie le droit. Seules six femmes auparavant ont étudié le droit à Oxford, parmi lesquelles Cornelia Sorabji qui devient la première avocate indienne, et Ivy Williams. Durant le temps de ses études, la profession d'avocat est encore interdite aux femmes. Il semble probable qu'en s'engageant dans un cursus de droit, Gwyneth Marjory Bebb espérait devenir avocate : durant le temps de ses études, des délégations de son collège participent aux manifestations de la Women's Social and Political Union, qui revendique l'accès des femmes au barreau, et des réunions évoquant cette requête sont organisées au sein du collège.
En 1911, elle obtient son diplôme avec mention, première femme de l'université d'Oxford à obtenir un diplôme de droit. Elle travaille comme juriste à la Commission du Commerce, où elle suit des dossiers concernant l'exploitation du travail des femmes. Elle ne renonce pourtant à devenir avocate, et saisit la Law Society of England and Wales, association professionnelle des avocats, demandant à pouvoir se présenter au processus d'habilitation d'avocat. Trois autres femmes font simultanément une requête identique. La requête de Bebb est connue comme « Bebb v. The Law Society (1914) ». Son cas est défendu par Stanley Buckmaster, juriste, puis parlementaire et conseiller de la reine, qui plaide que la section 48 du « Solicitors' Acts » de 1843 s'oppose à une discrimination en fonction du genre. Le juge 
estime que l'action n'est pas recevable, dans la mesure où il n'y a pas de précédent, aucune femme n'ayant été avocate jusque-là, et qu'il revient au parlement de légiférer. Le recours devant la cour d'appel en décembre 1913 est également rejeté. 
En mars 1917, durant la Première Guerre mondiale, Gwyneth Marjory Bebb est nommée commissaire au service national des femmes, pour les Midlands de l'Ouest. Elle épouse un avocat, Thomas Weldon Thomson (1872/3–1930) en avril de la même année, puis prend un poste de commissaire assistante rattachée au Minister of Food Control pour les Midlands. 
En 1919, elle accouche de sa première fille, deux jours avant qu'une proposition de loi, Sex Disqualification (Removal) Act 1919, autorisant l'accès des femmes à différents métiers, notamment à celui d'avocat, ne soit voté par le parlement. Gwyneth Thompson postule pour la formation à Lincoln's Inn. Elle démissionne de son emploi au ministère pour préparer l'examen, tout en travaillant comme juriste dans le cabinet d'avocat de son mari à Tewkesbury. Mais elle meurt des suites d'une hémorragie post-partum, le 9 octobre 1921, sans avoir fini sa formation d'avocate. La première femme avocate en Angleterre est Ivy Williams, candidate au barreau en janvier 1920 et qui prête serment le 10 mai 1922.

## Famille
De son mari, elle est la belle-sœur de William Montgomery Thomson (1877-1963) qui est officier supérieur de l'armée britannique, ainsi que de Henry Broughton Thomson (1870-1939), député provincial de Victoria City en Colombie-Britannique.

## Distinctions
- 1921 : officier de l'Ordre de l'Empire britannique